# Westerhausen
Westerhausen is een plaats en voormalige gemeente in de Duitse deelstaat Saksen-Anhalt en maakt deel uit van de gemeente Thale in de Landkreis Harz.
Westerhausen telt 2105 inwoners.

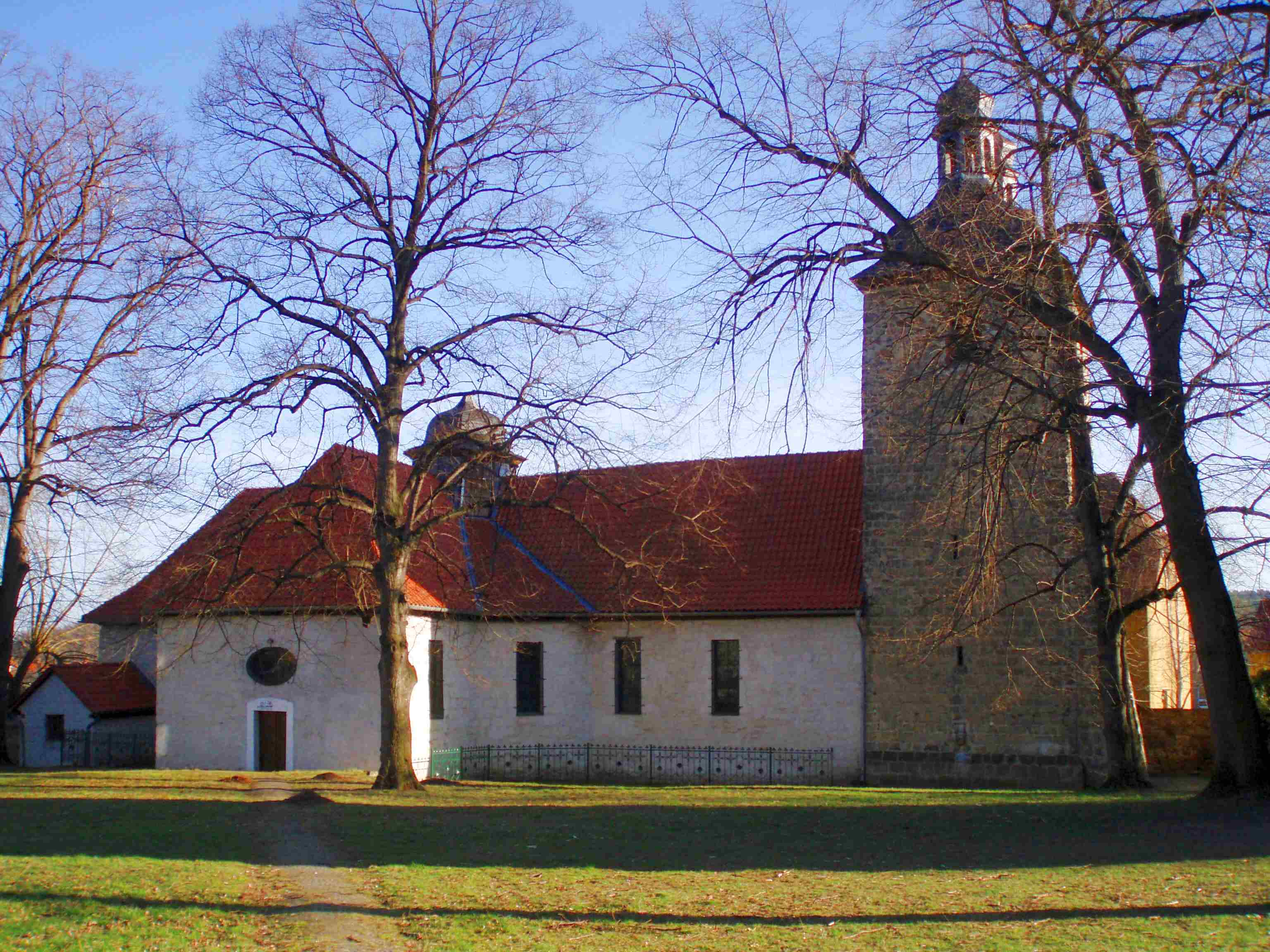
Kerk in Westerhausen
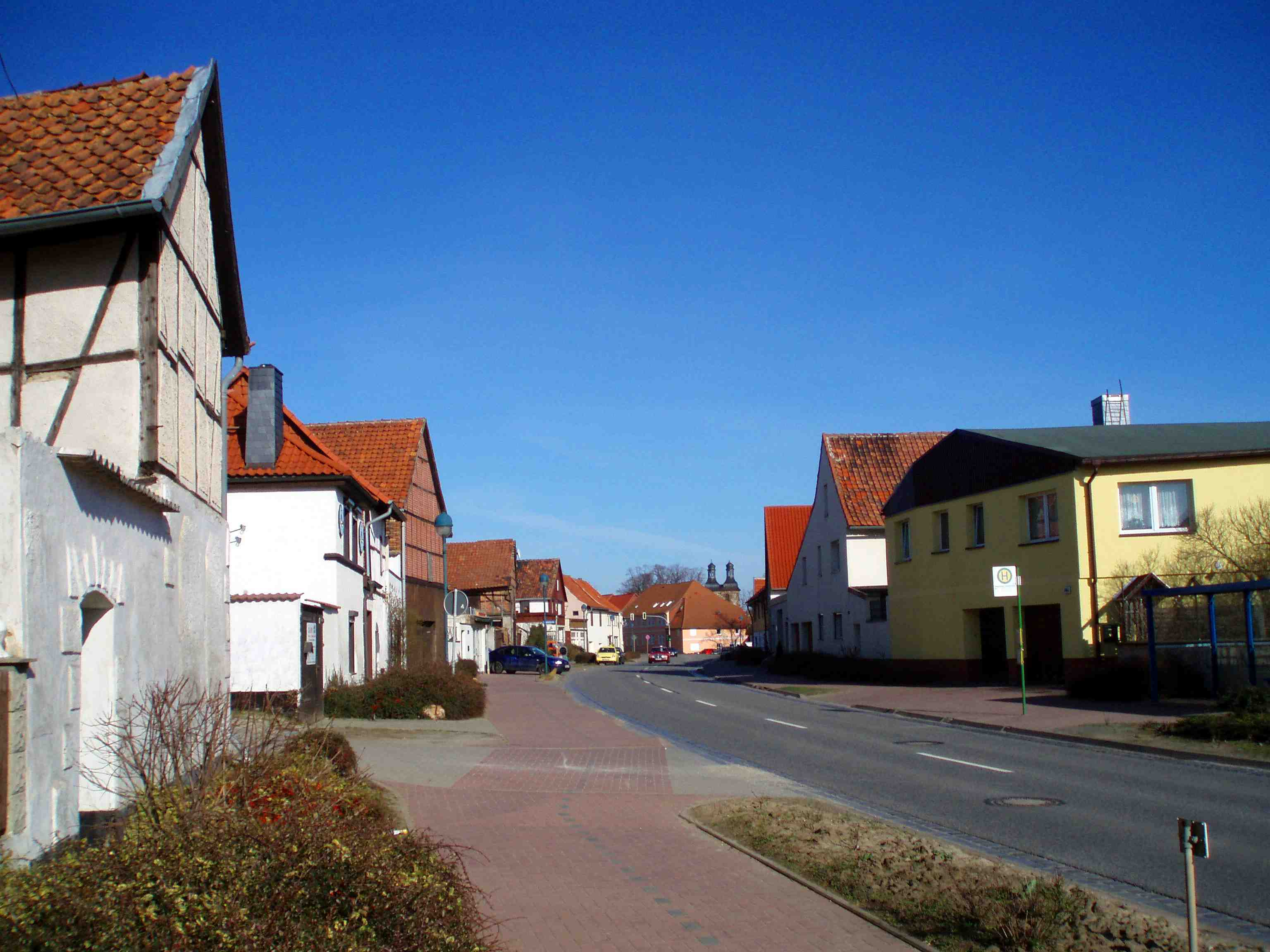
Hoofdstraat